# سلطنة تيدور
سلطنة تيدور (بالأندونيسية: Kerjaan Islam أو Kesultanan Tidore, وأحيانا Kerjaan Tidore) وتقع في جنوب شرق آسيا، وتتمركز في جزيرة تيدور ونافست سلطنة تيرنات للسيطرة على تجارة التوابل.

## التاريخ
هيمنت سلطنة تيدور على معظم هلما هيرا وأحيانا تدخل جزر بورو وأمبون وجزر أخرى قريبة من غينيا الجديدة ضمن سيطرتها. وقد قام تحالف فضفاض بين تلك السلطنة والإسبان في القرن السادس عشر، وأنشا الأسبان العديد من الحصون في تلك الجزيرة. مع أن هناك عدم ثقة بينهم وبين الأسبان، إلا أن وجود الإسبان كان مفيدا لمواجهة تغلغل الهولنديون الذين تحالفوا مع أعدائهم في تيرنات ولهم حصن هناك.
وقبل خروج الأسبان من تيدور وتيرنات في 1663، أضحت تيدور واحدة من أكثر الممالك استقلالية في المنطقة، وقاومت هيمنة شركة الهند الشرقية الهولندية المباشرة. ولا سيما في عهد السلطان سيف الدين (حكم 1657-1689)، وكان للبلاط التيدوري المهارة في استخدام أموال الهولنديون للتوابل كهدايا لتعزيز العلاقات التقليدية مع البيئة والسكان المحيطين بها. مما أكسبها احتراما واسعا من السكان المحليين، وإن كانت بحاجة إلى بعض المساعدة العسكرية الهولندية للحصول على الدعم في حكم المملكة، وكما فعلت تيرنات باستمرار.
ظلت سلطنة تيدور مملكة مستقلة، وإن كان هناك تدخل هولندي بشكل مستمر حتى أواخر القرن الثامن عشر. سمحت تيدور مثلها مثل تيرنات سمحت ببرنامج الهولندي بالقضاء على التوابل بالمضي قدما في أراضيها. هذا البرنامج عزز من احتكار التوابل الهولندية بواسطة تقليل الإنتاج إلى عدد قليل من الأماكن، مما أفقر سلطنة تيدور وقلل من فرض قوتها على القوى المحيطة بها.